# Giovanni Raimondo Folch IV de Cardona
Giovanni Raimondo III Folch de Cardona i de Urgell (1446 – Arbeca, 29 gennaio 1513), fu Viscomte di Vilamur,  prima conte e poi duca di Cardona, conte di Prades dal 1486 e primo marchese di Pallars, dal 1491, alla sua morte.

## Origine
Giovanni Raimondo era figlio maschio primogenito del quarto Conte di Cardona, Viscomte di Vilamur, Barone d'Entença, e conte di Prades, che fu anche Viceré di Sicilia, Giovanni Raimondo III e della moglie, Giovanna di Urgell (1415-1446), figlia del conte Giacomo II di Urgell, vedova di Giovanni I Conte di Foix, visconte di Béarn, Coprincipe di Andorra, Visconte di Castelbon, signore di Moncada e Conte di Bigorre.

Giovanni Raimondo III era il figlio maschio primogenito del terzo Conte di Cardona, Viscomte di Vilamur dal 1404 e conte di Prades, Giovanni Raimondo II e della moglie, la contessa di Prades e baronessa di Entença, Giovanna di Prades († 1441), sorella della regina Margherita e figlia di Pietro di Prades (figlio di Giovanni di Prades) e di Giovanna di Cabrera

## Biografia
Dopo la morte di Carlo di Viana, re di Navarra, luogotenente della Catalogna ed erede della corona d'Aragona, nel settembre 1461, le Cortes catalane, ritenendo la regina Giovanna, matrigna di Carlo, responsabile di un supposto avvelenamento, dichiararono sia il re, Giovanni II d'Aragona (il successore di Alfonso V), che la regina, Giovanna, non graditi in Catalogna; i reali non gradirono la decisione e, nel 1462, iniziò la guerra civile catalana.

Suo padre, Giovanni Raimondo III, all'inizio fu favorevole alla posizione delle Cortes catalane, ma era contrario ad una rottura col monarca, per cui non partecipò attivamente alla guerra civile, mentre suo nonno, Giovanni Raimondo I, nonostante si fosse ritirato dalla vita politica, quando scoppiò la guerra civile, si era schierato con il re, Giovanni II; la contea di Cardona fu una delle ridotte di Giovanni II, motivo per cui le autorità catalane, nel 1462 dichiararono suo padre nemico della Catalogna.

Quando però, Giovanni Raimondo III fu costretto a scegliere, si schierò, come suo padre, a favore di re Giovanni; lasciò Barcellona e si unì alle truppe del re, divenendo Capitano Generale dell'esercito reale, ed in poco tempo divenne il militare più importante della guerra civile.

Anche il sedicenne, Giovanni Raimondo, prese parte alla guerra civile, prendendo parte alla difesa di Girona, in cui erano asserragliati, la regina, Giovanna, ed il principe, erede al trono, Ferdinando, poi, fu al seguito di suo padre, Giovanni Raimondo III e del principe Ferdinando.

Dopo la morte di Bernardo Giovanni Cabrera, padre della sua matrigna, Isabella di Cabrera, avvenuta nel 1466, suo padre, Giovanni Raimondo III si occupò delle rendite del defunto, mentre Giovanni Raimondo fu conferito il titolo di connestabile della corona; mentre le Cortes catalane, in quanto discendente di Giacomo II di Urgell (nonno materno), lo considerarono un valido candidato per la Corona d'Aragona, che in quello stesso anno fu offerta a Renato d'Angiò, in quanto il giovane connestabile, rimase fedele al re, Giovanni II d'Aragona.
Giovanni Raimondo continuò a combattere, sino a che, nel 1467, fu catturato nella battaglia di Viladamat ed imprigionato sino al 1470.

Terminata la guerra civile, dal 1473 al 1476, fu deputato de la Generalitat catalana, nel 1480, negoziò la resa di suo cugino, il Conte di Pallars Sobirà, Ugo Ruggero IIIed assieme a suo padre, nel 1484, occupò la contea, poi fu al seguito ancora di suo padre, Raimondo Folco III, nella campagna militare contro i contadini, che si concluse, nel 1485 con la cattura del loro capo, Pere Joan Sala alla battaglia di Llerona.
Suo padre, Giovanni Raimondo III morì il 18 giugno 1486, e, Giovanni Raimondo gli succedette nei suoi titoli, come Giovanni Raimondo IV.

Giovanni Raimondo continuando la guerra contro il cugino, Ugo Ruggero III di Pallars Sobirà, ebbe diversi scontri, sino alla completa conquista.
Nel 1491, Giovanni Raimondo oltre essere elevato al rango ducale, per il feudo di Cardona ricevette anche il titolo di marchese di Pallars.

In quegli anni accolse e protesse il poeta rossiglionese, Francesc de Moner i de Barutell.
Nel 1511 fece testamento, nel quale stabilì che in caso di successione ai titoli per via femminile, gli eredi avevano l'obbligo di assumere il nome del casato Cardona se non volevano perdere il patrimonio familiare.
Poco prima di morire, Giovanni Raimondo prese parte alla difesa della Catalogna contro truppe francesi.
Giovanni Raimondo morì  29 gennaio 1513 ad Arbeca. Gli succedette il figlio Ferdinando, come Ferdinando I

## Matrimonio e discendenza
Nel 1467, Giovanni Raimondo IV aveva sposato Aldonza Enríquez y Quiñones (1450-1520), figlia di Federico Enríquez de Mendoza, almirante di Castiglia, secondo signore di Medina del Rioseco e primo conte di Melgar y Rueda e della seconda moglie, Teresa Fernández de Quiñones, e sorellastra della regina Giovanna; il nipote, il re Ferdinando II il Cattolico le fece avere le rendite di Elche e Crevillent.

Giovanni Raimondo IV da Aldonza ebbe diversi figli, tra cui:
- Ferdinando, erede e successore al titolo[10],
- Enrique, cardinale e arcivescovo[11],
- Luis, arcivescovo

## Ascendenza
|                                             |                   |                                 | Genitori                            |  |  | Nonni |  |  | Bisnonni                                |  |  | Trisnonni                               |  |
|                                             |                   |                                 |                                     |  |  |       |  |  | Juan Ramón Folch I de Cardona y de Luna |  |  | Hugo Folch II de Cardona i de Anglesola |  |
|                                             |                   |                                 |                                     |  |  |       |  |  | Juan Ramón Folch I de Cardona y de Luna |  |  | Hugo Folch II de Cardona i de Anglesola |  |
|                                             |                   | Beatriz de Luna                 |                                     |  |  |       |  |  | Juan Ramón Folch I de Cardona y de Luna |  |  |                                         |  |
| Juan Ramón Folch II de Cardona y de Gandia  |                   |                                 |                                     |  |  |       |  |  | Juan Ramón Folch I de Cardona y de Luna |  |  |                                         |  |
|                                             |                   | Juana de Gandia y Jiménez       | Alfonso IV de Ribagorza             |  |  |       |  |  |                                         |  |  |                                         |  |
|                                             |                   | Juana de Gandia y Jiménez       | Alfonso IV de Ribagorza             |  |  |       |  |  |                                         |  |  |                                         |  |
|                                             |                   | Juana de Gandia y Jiménez       | Violante Jiménez de Arenós          |  |  |       |  |  |                                         |  |  |                                         |  |
| Juan Ramón Folch III de Cardona y de Prades |                   | Juana de Gandia y Jiménez       |                                     |  |  |       |  |  |                                         |  |  |                                         |  |
|                                             |                   | Pedro de Aragón y Ximénez       | Juan de Aragón y Foix               |  |  |       |  |  |                                         |  |  |                                         |  |
|                                             |                   | Pedro de Aragón y Ximénez       | Juan de Aragón y Foix               |  |  |       |  |  |                                         |  |  |                                         |  |
|                                             |                   | Pedro de Aragón y Ximénez       | Sancha Ximénez de Arenós            |  |  |       |  |  |                                         |  |  |                                         |  |
| Juana de Aragón y Cabrera                   |                   | Pedro de Aragón y Ximénez       |                                     |  |  |       |  |  |                                         |  |  |                                         |  |
|                                             |                   | Juana de Cabrera y de Castellbó | Bernat III de Cabrera y de Fenollet |  |  |       |  |  |                                         |  |  |                                         |  |
|                                             |                   | Juana de Cabrera y de Castellbó | Bernat III de Cabrera y de Fenollet |  |  |       |  |  |                                         |  |  |                                         |  |
|                                             |                   | Juana de Cabrera y de Castellbó | Marguerite de Foix-Castelbon        |  |  |       |  |  |                                         |  |  |                                         |  |
| Juan Ramón Folch IV de Cardona y de Urgell  |                   | Juana de Cabrera y de Castellbó |                                     |  |  |       |  |  |                                         |  |  |                                         |  |
|                                             | Pedro II de Urgel | Jaime I de Urgel                |                                     |  |  |       |  |  |                                         |  |  |                                         |  |
|                                             | Pedro II de Urgel | Jaime I de Urgel                |                                     |  |  |       |  |  |                                         |  |  |                                         |  |
|                                             | Pedro II de Urgel | Cécile de Comminges             |                                     |  |  |       |  |  |                                         |  |  |                                         |  |
| Jaime II de Urgel                           | Pedro II de Urgel |                                 |                                     |  |  |       |  |  |                                         |  |  |                                         |  |
|                                             |                   | Margherita del Monferrato       | Giovanni II del Monferrato          |  |  |       |  |  |                                         |  |  |                                         |  |
|                                             |                   | Margherita del Monferrato       | Giovanni II del Monferrato          |  |  |       |  |  |                                         |  |  |                                         |  |
|                                             |                   | Margherita del Monferrato       | Isabel de Mallorca                  |  |  |       |  |  |                                         |  |  |                                         |  |
| Juana de Urgel                              |                   | Margherita del Monferrato       |                                     |  |  |       |  |  |                                         |  |  |                                         |  |
|                                             |                   | Pedro IV de Aragón              | Alfonso IV de Aragón                |  |  |       |  |  |                                         |  |  |                                         |  |
|                                             |                   | Pedro IV de Aragón              | Alfonso IV de Aragón                |  |  |       |  |  |                                         |  |  |                                         |  |
|                                             |                   | Pedro IV de Aragón              | Teresa d'Entença                    |  |  |       |  |  |                                         |  |  |                                         |  |
| Isabel de Aragón                            |                   | Pedro IV de Aragón              |                                     |  |  |       |  |  |                                         |  |  |                                         |  |
|                                             |                   | Sibila de Fortiá                | Bernat de Fortiá                    |  |  |       |  |  |                                         |  |  |                                         |  |
|                                             |                   | Sibila de Fortiá                | Bernat de Fortiá                    |  |  |       |  |  |                                         |  |  |                                         |  |
|                                             |                   | Sibila de Fortiá                | Francesca de Palau                  |  |  |       |  |  |                                         |  |  |                                         |  |
|                                             |                   | Sibila de Fortiá                |                                     |  |  |       |  |  |                                         |  |  |                                         |  |

### Letteratura storiografica
- Rafael Altamira, Spagna, 1412-1516, in Storia del mondo medievale, vol. VII, 1999, pp. 546–575
- Joseph Calmette, Il regno di Carlo VIII e la fine della guerra dei cent'anni in Francia, in Storia del mondo medievale, vol. VII, 1999, pp. 611–656
- Charles Petit-Dutaillis, Francia: Luigi XI, in Storia del mondo medievale, vol. VII, 1999, pp. 657–695
- Edward Armstrong, Il papato e Napoli nel XV secolo, in Storia del mondo medievale, vol. VII, 1999, pp. 696–751